# Eaton County
Eaton County är ett administrativt område i delstaten Michigan, USA. År 2010 hade countyt 107 759 invånare. Den administrativa huvudorten (county seat) är Charlotte. Countyt har fått sitt namn efter politikern John Eaton.

## Geografi
Enligt United States Census Bureau har countyt en total area på 1 500 km². 1 497 km² av den arean är land och 7 km² är vatten.

### Angränsande countyn
- Clinton County - nordost
- Ingham County - öst
- Jackson County - sydost
- Calhoun County - syd
- Barry County - väst
- Ionia County - nordväst

### Orter
- Bellevue
- Charlotte (huvudort)
- Dimondale
- Eaton Rapids
- Grand Ledge
- Lansing (delvis)
- Mulliken
- Olivet
- Potterville
- Sunfield
- Vermontville